# Euclides (Mondkrater)
Euclides ist ein relativ kleiner, schüsselförmiger Einschlagkrater auf der Mondvorderseite in der Ebene des Oceanus Procellarum, nordwestlich der Montes Riphaeus.
| Buchstabe | Position            | Durchmesser | Link |
| --------- | ------------------- | ----------- | ---- |
|           | Umbenannt in Norman |             |      |
| C         | 13,31° S, 30,11° W  | 10 km       |      |
| D         | 9,41° S, 25,85° W   | 6 km        |      |
| E         | 6,35° S, 25,17° W   | 4 km        |      |
| F         | 6,38° S, 33,76° W   | 5 km        |      |
| J         | 6,49° S, 28,63° W   | 3 km        |      |
| K         | 4,24° S, 24,76° W   | 6 km        |      |
| M         | 10,48° S, 28,27° W  | 6 km        |      |
| P         | 4,54° S, 27,73° W   | 64 km       |      |

Der Krater wurde 1935 von der IAU nach dem griechischen Mathematiker Euklid offiziell benannt.
Der Nebenkrater Euclides D wurde 1976 nach dem deutschen Pathologen Hans Eppinger junior benannt, um dessen Verdienste auf dem Gebiet der Erforschung der Leberkrankheiten und Kreislaufstörungen zu würdigen. Die Benennung wurde 2002 von der IAU annulliert, nachdem Eppingers Beteiligung an Experimenten mit Insassen des KZ Dachau in der Zeit des Nationalsozialismus der Working Group for Planetary System Nomenclature (WGPSN) der IAU bekannt wurde.